# Ouselle
Ouselle és una parròquia consagrada a Sant Cosme pertanyent al municipi de Becerreá, província de Lugo.

## Demografia
Segons el padró municipal de 2004 Ouselle tenia 81 habitants (41 dones i 40 homes), distribuïts en 5 entitats de poboación (o lugares), el mateix nombre d'habitants que tenia el 1999. Segons l'IGE, el 2014 la seva població havia caigut fins als 71 habitants, amb 33 homes i 38 dones.

## Llocs d'Ouselle
- A Borquería
- O Mazo
- Montaña de Agra
- Ouselle
- Vilar de Frades